# American Peace Society
L'American Peace Society était un groupe pacifiste fondé à New York, le 8 mai 1828, à l'initiative de William Ladd.

## Membres notables
- Alice Stone Blackwell,
- William Jay (juriste) (en),
- William Ladd,
- Ruth Hinshaw Spray (en),
- Mary Emma Woolley,